# Stanisław Aleksander Kempner
Stanisław Aleksander Kempner (ur. 3 listopada 1857 w Kaliszu, zm. 12 listopada 1924 w Warszawie) – polski ekonomista, dziennikarz, wykładowca Wolnej Wszechnicy Polskiej, liberał i wolnomyśliciel.

## Życiorys
Urodzony w rodzinie kaliskich przemysłowców pochodzenia żydowskiego. W rodzinnym mieście, razem ze starszym bratem Gabrielem (1855-1916, późniejszym prawnikiem i literatem), uczył się w Męskim Gimnazjum Klasycznym, następnie podjął studia prawnicze na Cesarskim Uniwersytecie Warszawskim, które ukończył w 1882. Jeszcze w czasach studenckich zaczął parać się dziennikarstwem, by później zostać redaktorem naczelnym „Gazety Handlowej”, którą po kilku latach, w 1906 przekształcił w „Nową Gazetę”. Na jej łamach propagował m.in. koncepcję asymilacji ludności żydowskiej z narodem polskim. W międzyczasie Kempner ożenił się z córką właściciela gazety, Rudolfa Okręta, by po jego śmierci samemu zostać wydawcą „Nowej Gazety”. 
Działacz Postępowej Demokracji, Towarzystwa Kultury Polskiej, Stronnictwa Niezawisłości Narodowej. Członek Centralnego Komitetu Narodowego w Warszawie (VII 1916 - V 1917), a następnie Komisji Porozumiewawczej Stronnictw Demokratycznych (VI 1917 - XI 1918).  
Po I wojnie światowej, z powodu kłopotów finansowych i agresywnych ataków polskiej prasy prawicowej „Nowa Gazeta” zmieniła swój profil wydawniczy, a Kempner objął katedrę nauk politycznych i ekonomicznych w Wolnej Wszechnicy Polskiej i dodatkowo wykładał na działającej w ramach tejże Wszechnicy Szkole Dziennikarskiej.  
Był współpracownikiem i redaktorem takich wydawnictw jak „Wielka Encyklopedia Powszechna Ilustrowana”, „Encyklopedia Handlowa, „Encyklopedia Rolnicza”, był też głównym autorem „Dziejów gospodarczych Polski porozbiorowej”. Był także członkiem Rady Finansowej działającej przy rządzie premiera Stanisława Grabskiego oraz współzałożycielem i wiceprezesem Towarzystwa Ekonomistów i Statystyków Polskich.
Był członkiem warszawskiej loży wolnomularskiej Odrodzenie.